# 1996年夏季残疾人奥林匹克运动会阿联酋代表团
1996年夏季残疾人奥林匹克运动会阿联酋代表团是阿联酋派出的1996年夏季残疾人奥林匹克运动会代表团。未获得奖牌。